# Лхоронг
Лхоронг (тиб. ལྷོ་རོང་རྫོང་, Вайли: lho rong rdzong, кит. упр. 洛隆县, пиньинь Luòlóng xiàn) — уезд в городском округе Чамдо, Тибетский автономный район, КНР.

## История
Уезд был создан в 1959 году путём объединения бывших тибетских дзонгов Лхоронг и Шоду.

## Административное деление
Уезд делится на 4 посёлка и 7 волостей:
- Посёлок Дзито (孜托镇)
- Посёлок Шоду (硕督镇)
- Посёлок Далонг (达龙乡)
- Посёлок Шинронг (新荣乡)
- Волость Байда(白达乡)
- Волость Мали (马利乡)
- Волость Юйси (玉西乡)
- Волость Кангша (康沙乡)
- Волость Зонгъи (中亦乡)
- Волость Еши (俄西乡)
- Волость Ладжю (腊久乡)